# Microdynerus parvulus
Microdynerus parvulus (лат.) — вид мелких одиночных ос рода Microdynerus из семейства Vespidae. Европа: Англия, Франция, Испания, Италия, Швейцария, Германия, Австрия, Беларусь, Украина, Россия. Азия: Китай.

## Описание
Мелкие осы. Длина тела 5,5—5,8 мм, длина переднего крыла 5,4—5,5 мм. Основная окраска тела чёрная, с беловато-жёлтыми частями: весь наличник у самца, антенна вентрально у самца, два передних пятна переднеспинки дорсально (или нет), внешний край тегулы, вершинные полосы обоих тергитов T1—T2 и стернита S2, вершинное пятно стернита S3 латерально (или нет), часть голеней; мандибулярные зубы у самца железистые. Промежутки между пунктурами кожистые. Мезосома длинная, мезоскутум длиннее своей ширины; тергит T1 шире своей длины.